# Теорія обмежень
Теор́ія обме́жень (англ. Theory of constraints) — цілісна і ефективна методологія управління будь-якою системою в будь-якому виді діяльності, яка була розроблена в 1980-ті роки Еліягу Моше Ґолдраттом. Теорія обмежень базується на пошуку і управлінні ключовим обмеженням системи, яке визначає успіх і ефективність усієї системи в цілому. Основною особливістю методології є те, що, роблячи зусилля над управлінням дуже малої кількості аспектів системи, досягається ефект, що набагато перевищує результат одночасного впливу на всі або більшість проблемних областей системи відразу або по черзі.

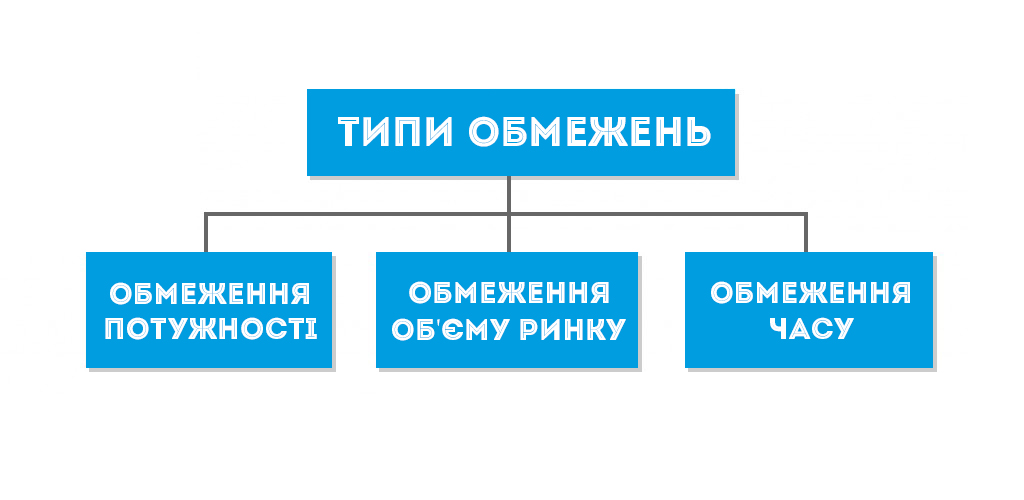
Типи обмежень

Підхід теорії обмежень заснований для виявлення цих обмежень і для можливості керувати ними для збільшення ефективності досягнення поставленої мети (для бізнесу прискорення і збільшення генерації прибутку). Де ефективність — це швидкість досягнення мети з мінімально можливими витратами, без урізання мети за змістом. Методологічно теорія обмежень містить у собі низку логічних інструментів, що дозволяють знайти обмеження, виявити управлінське протиріччя, що стоїть за ним, підготувати рішення й впроваджувати його з урахуванням інтересів усіх зацікавлених сторін. Націленість на кінцевий результат дозволяє домагатися надзвичайно швидких результатів (для бізнесу 2-3 місяці), націленість на взаємовигідні рішення дозволяє підвищувати рівень взаємодії й мотивацію персоналу.
Еліягу Ґолдратт розробив і опублікував прикладні рішення теорії обмежень для операційних процесів і управління виробництвом, управління фінансами та формування показників, управління проектами (розробка нової продукції, будівництво), логістики і всьому ланцюгу поставок, маркетингу, всіх видів продажів, управління персоналом, формування тактики і стратегії розвитку системи.
Серед пропонованих теорією обмежень методів — набір правил перевірки логічності тверджень про роботу організації та причиново-наслідкових зв'язків між ними, алгоритми побудови причиново-наслідкових діаграм, метод «барабан — буфер — мотузка», а також метод критичного ланцюга для управління проектами.

## Метод «барабан— буфер— мотузка»
Одним з методів теорії обмежень, широко застосовуваним у сфері виробництва, є метод «барабан — буфер — мотузка», який визначає наступні принципи:
1. «барабан» — виробництво повинно працювати у деякому ритмі;
2. «буфер» — перед обмеженням повинен перебувати деякий буфер запасів матеріалів, який захищає обмеження від простою;
3. «мотузка» — матеріали повинні подаватися у виробництво тільки тоді, коли запаси перед обмеженням досягли деякого мінімуму, не раніше, щоб не перевантажити виробництво.[1]

## Процеси мислення
Теорія обмежень пропонує також більш загальний системний підхід до пошуку і зняття обмежень, який може бути застосований не тільки у виробництві, але і в інших, найрізноманітніших системах. Даний підхід складається з послідовної побудови аналітичних схем наступних типів:
- Дерево поточної реальності (ДПР, аналогічне діаграмі поточного стану, що використовується багатьма організаціями) — для виявлення причиново-наслідкових відносин між небажаними явищами і основної причини більшості даних небажаних явищ.
- Діаграма вирішення конфлікту (ДВК) — для усунення суперечностей у системі, які часто є причиною небажаної ситуації в системі. Спосіб усунення протиріч прийнято називати ін'єкцією.
- Дерево майбутньої реальності (ДМР) — коли обрані деякі способи (ін'єкції) усунення виявлених з допомогою ДПР основних причин проблем чи конфлікту в діаграмі вирішення конфлікту, будується дерево, що показує майбутній стан системи. Це необхідно для виявлення негативних гілок, тобто можливих негативних наслідків вибраних ін'єкцій і вибору способів превентивних дій для недопущення виникнення цих негативних гілок.
- Дерево переходу — для виявлення можливих перешкод на шляху перетворень та їхнє усунення.
- План перетворень — для вироблення конкретних інструкцій для виконавців для впровадження запланованих змін.

Цей підхід описаний в художній формі в книзі «Мета-2. Справа не у везінні». Більш формальним і академічною мовою є опис у книзі У. Детмера «Теорія обмежень Голдратта».

## Критерії перевірки логічних побудов
Метод розумових процесів Голдратта, на відміну від багатьох подібних методик візуалізації інформації (наприклад, діаграми Ісікави, ментальних карт), пропонує набір правил, що дозволяють перевірити наявність причиново-наслідкових зв'язків та їхньої достовірності. Такі правила називаються критеріями перевірки логічних побудов (КПЛП, Categories of Legitimate Reservation) — це вісім положень, за допомогою яких можна перевірити, довести або спростувати правильність збудованих причиново-наслідкових зв'язків:
- Ясність — кожен однозначно розуміє твердження, що використовуються в діаграмі.
- Наявність твердження — твердження містить закінчену думку.
- Наявність причиново-наслідкових відносин — дійсно названа причина викликає зазначений наслідок?
- Достатність наведеної причини — названа причина достатня, щоб викликати вказаний наслідок, у даному контексті.
- Перевірка наявності альтернативної причини — чи не може бути названа причина лише однією з можливих?
- Неприпустимість підміни причини наслідком — переплутані причина і наслідок.
- Пошук перевірочного наслідку — якщо названа причина має місце, то у неї повинні бути не тільки зазначений наслідок, але і деякі інші, побічні, наслідки (які не обов'язково повинні бути вказані на конкретній діаграмі).
- Відсутність тавтології — наслідок пропонується як обґрунтування існування причини.